# Charles A. Prince
Charles Adams Prince (1869 - 10 octobre 1937) est un chef d'orchestre, pianiste et organiste américain connu pour avoir dirigé le Columbia Orchestra et, plus tard, le Prince's Band (ou Prince's Orchestra),.
Né à San Francisco, Prince sert dans la Garde nationale de Californie de 1884 à 1886. En 1890, il travaille à San Diego en tant que musicien. Il réalise ses premiers enregistrements comme pianiste en 1891 pour la New York Phonograph Company. Plus tard dans les années 1890, il travaille comme directeur musical pour Columbia Records. Il dirige également le Columbia Orchestra et le Columbia Band à partir de 1904, succédant au cornettiste Tom Clark.
En 1905, Prince réunit les ensembles Prince's Band, Prince's Orchestra et la Banda Espanola. Ils enregistrent principalement pour les sorties de disques de Columbia et interprètent en grande partie la même musique que le Columbia Band, qui est confié, pour l'enregistrement sur cylindre, au flûtiste et chef d'orchestre vétéran George Schweinfest. La propre composition de Prince, The Barbary Rag, est enregistrée par le groupe en 1913.
Le Prince's Band est le premier à enregistrer de nombreuses compositions devenues des standards de jazz et du blues. Leur version du St. Louis Blues de WC Handy en 1915 est le premier enregistrement connu de cette chanson. Il faut deux sessions au groupe pour enregistrer une prise réussie, ce qui est considéré comme inhabituel compte tenu du talent du groupe et de son leader. Une autre chanson de Handy, The Memphis Blues, est enregistrée par le Prince's Band en 1914, une semaine après son premier enregistrement par le Victor Military Band. D'autres standards introduits par le groupe sont High Society (1911) de Porter Steele et That's a Plenty (1914) de Lew Pollack et Ray Gilbert. Son groupe joue également le populaire instrumental Too Much Mustard publié par Columbia et Sears's Oxford Records.
De nombreux labels indépendants utilisent les matrices de Columbia au début du siècle, comme Aretino, Busy Bee, Climax, Consolidated, Cort, D & R, Diamond, Harvard, Harmony, Kalamazoo, Lakeside, Manhattan, Oxford, Remick Perfection, Royal, Sir Henry, Square Deal, Standard, Thomas, United, etc. Le Prince's Band est également connu  sous les noms de Prince's Orchestra, Prince's Symphony Orchestra, Prince's Military Band, Prince's Grand Concert Band, Prince's Dance Orchestra, Columbia Band, Old Guard Band, Regal Military Band, Standard Band, Fanfare Columbia ou Yuletide Orchestra. 
Prince enregistre en solo sous le nom de Charles Adams. A ce titre, son enregistrement de Silver Threads Among the Gold est populaire.
Chez Columbia, Prince fait également preuve d'initiative en élargissant le catalogue orchestral « classique » de la firme et en expérimentant la taille des ensembles que les équipements d'enregistrement acoustique peuvent capturer. En octobre 1910, il dirige une version abrégée de la Symphonie no 8 en si mineur de Franz Schubert, populairement connue sous le nom de Symphonie inachevée, sur les deux faces d'un disque de 12 pouces (publié sous le numéro de catalogue Columbia A 5267), qui est le premier enregistrement orchestral de n'importe quelle partie d'une symphonie. Il réunit un orchestre de 90 musiciens pour enregistrer l'ouverture de l'opéra Rienzi de Richard Wagner en février 1917 (Columbia A 6006), qui est le plus grand ensemble enregistré commercialement à cette date. Le dernier enregistrement de Prince pour Columbia date de 1922. Il change ensuite de label pour Puritan Records et, plus tard, pour Victor Records, où il travaille comme directeur musical associé.
Charles Adams Prince a un lien de parenté avec les présidents américains John Adams et John Quincy Adams.